# Лоладзе, Луарсаб Самсонович
Луарсаб Самсонович Лоладзе (2 декабря 1914 — неизвестно) — советский футболист, нападающий.
Играл в юношеской команде «Водопровод» Тбилиси (1928). Выступал за команды «Промкооперация» Тбилиси (1931—1932), «Динамо» Поти (1933), «Динамо» Тбилиси (1934, 1937—1939, 1941—1942), «Локомотив» Тбилиси (1935—1937, 1940). В чемпионате СССР в 1937—1939 годах за «Динамо» сыграл 13 матчей, забил три гола. В 1940 году за «Локомотив» — 20 матчей, пять голов, впоследствии аннулированных.
Полуфиналист Кубка СССР 1938 года.
Старший тренер «Динамо» Гори (1951), начальник команды (1974—1977).